# Norra militärområdet
Norra militärområdet (Milo N) var ett militärområde inom svenska Försvarsmakten som verkade åren 1993–2000. Förbandsledningen var förlagd i Bodens garnison i Boden.

## Historik
Norra militärområdets stab var belägen i Boden och ingick i Bodens garnison. Militärområdet bildades 1993 genom att Övre Norrlands militärområde (Milo ÖN) och Nedre Norrlands militärområde (Milo NN) slogs samman och bildade Norra militärområdet (Milo N), vilket kom att täcka hela Norrland, med undantag av Gävleborgs län. 
Militärområdet var en del av det före detta invasionsförsvar och leddes av en militärbefälhavare, som hade ansvar att samla den operativa ledningen av alla stridskrafter inom militärområdet, samt ansvarade även för den territoriella och den markoperativa uppgiften. Genom försvarsbeslutet 2000 avvecklades Norra militärområdet och ersattes till viss del av Norra militärdistriktet (MD N).

## Försvarsområden
Militärområdet var uppdelat i ett antal försvarsområden vilka täckte Jämtlands län, Norrbottens län, Västerbottens län och Västernorrlands län.
| Fo 22 - Fo 22 – Östersunds försvarsområde, 1942–1974 - Fo 22 – Jämtlands försvarsområde, 1974–1997 (Uppgick 1998 i Fo 23) Fo 23 - Fo 23 – Härnösands försvarsområde, 1942–1974 - Fo 23 – Västernorrlands försvarsområde, 1974–1997 - Fo 23 – Västernorrlands och Jämtlands försvarsområde, 1998–2000 Fo 61 - Fo 61 – Umeå försvarsområde, 1942–1973. - Fo 61 – Västerbottens försvarsområde, 1973–2000 | Fo 63 - Fo 63 – Bodens försvarsområde, 1942–1997 - Fo 63 – Norrbottens försvarsområde, 1998–2000 Fo 66 - Fo 66 – Kiruna försvarsområde, 1942–1997 (Uppgick 1998 i Fo 63) Fo 67 - Fo 67 – Morjärvs försvarsområde, 1942–1947 - Fo 67 – Kalix försvarsområde, 1947–1997 (Uppgick 1998 i Fo 63) |

## Organisation efterförsvarsbeslutet 1992

### Kaderorganiserade förband
- Milo N - Norra militärområdestaben, Boden.
- 2. förd – Nedre norra arméfördelningen, Östersund.
- 6. förd – Övre norra arméfördelningen, Boden.
- A 4 – Norrlands artilleriregemente, Östersund.
- A 8 – Bodens artilleriregemente, Boden.
- AF 1 – Norrbottens arméflygbataljon, Boden.
- FKN – Norra flygkommandot, Luleå.
- Fo 63 – Bodens försvarsområde, Boden.
- Fo 67 – Norrbottens gränsjägare, Kalix.
- HMG – Härnösands maringrupp med Härnösands kustartilleriregemente, Härnösand.
- I 5/Fo 22 – Jämtlands fältjägarregemente, Östersund.
- I 20/Fo 61 – Västerbottens regemente, Umeå.
- I 21/Fo 23 – Västernorrlands regemente, Sollefteå.
- I 22/Fo 66 – Lapplands jägarregemente, Kiruna.
- NB 5 – Fältjägarbrigaden, Östersund.
- NB 20 – Lapplandsbrigaden, Umeå.
- NB 21 – Ångermanlandsbrigaden, Sollefteå.
- MekB 19 – Norrbottensregemente och Norrbottensbrigaden, Boden.
- MKN – Norrlandskustens marinkommando, Härnösand.
- MKuhbat N – Norra marinkommandounderhållsbataljonen, Härnösand.
- Uhreg N – Norra Underhållsregementet, Boden.

### Utbildningsförband
- AF 1 – Norrbottens arméflygbataljon, Boden
- F 4 – Jämtlands flygflottilj, Östersund.
- F 21 – Norrbottens flygflottilj, Luleå.
- Ing 3 – Norrlands ingenjörkår, Boden.
- K 4 – Norrlands dragonregemente, Arvidsjaur.
- Lv 7 – Norrlands luftvärnskår, Boden.
- S 3 – Norrlands signalkår, Boden.
- T 3 – Norrlands trängkår, Sollefteå.

### Skolor och Centra
- AFC – Arméns flygcentrum, Boden.
- ATC – Arméns tekniska centrum, Östersund.
- SkyddS – Totalförsvarets skyddsskola, Umeå.

## Organisation efterförsvarsbeslutet 1996

### Kaderorganiserade krigsförband
- Milo N – Norra militärområdesstaben, Boden
- 6. förd – Övre norra arméfördelningen, Boden
- A 8 – Bodens artilleriregemente, Boden
- FKN – Norra flygkommandot, Luleå
- Fo 63 – Bodens försvarsområde, Boden
- Gj 67 – Norrbottens gränsjägare, Kalix
- I 20/Fo 61 – Västerbottens regemente, Umeå
- I 21/Fo 23 – Västernorrlands regemente, Sollefteå
- NB 5 – Jämtlands fältjägarregemente och Fältjägarbrigaden, Östersund
- NB 21 – Ångermanlandsbrigaden, Sollefteå
- MekB 19 – Norrbottens regemente och Norrbottensbrigaden, Boden
- MKN – Norrlandskusten marinkommando, Härnösand
- Uhreg N – Norra Underhållsregementet, Boden

### Utbildningsförband
- F 4 – Jämtlands flygflottilj, Östersund
- F 21 – Norrbottens flygflottilj,  Luleå
- I 22 – Lapplands jägarregemente, Kiruna
- Ing 3 – Norrlands ingenjörkår, Boden
- K 4 – Norrlands dragonregemente, Arvidsjaur
- Lv 7 – Norrlands luftvärnskår, Boden
- S 3 – Norrlands signalkår, Boden
- T 3 – Norrlands trängkår, Sollefteå

### Skolor och Centra
- AFC – Arméns flygcentrum, Boden
- ATC – Arméns tekniska centrum, Östersund
- SkyddS – Totalförsvarets skyddsskola, Umeå

## Heraldik och traditioner
År 1994 antog militärområdesstaben nytt heraldiskt vapen med blasoneringen "I blått fält Västerbottens vapenbild, en springande ren av silver med röd beväring, ovan till vänster åtföljd av en femuddig stjärna av silver. Skölden lagd över ett stolpvis ställt svärd av guld. Krona:Kunglig". Vapnet övertogs den 1 juli 2000 av Norra militärdistriktsstaben. Samma år, 1994, antogs "Norrlandsfärger" (Widkvist) som förbandsmarsch. Marschen ärvdes och användes åren 2000–2005 av Norra militärdistriktet. År 2000 instiftades Norra militärområdesstabens minnesmedalj i silver (MiloNMSM).

## Förbandschefer

### Militärbefälhavare
- 1993–1996: Curt Sjöö
- 1996–1998: Lars G. Persson
- 1998–2000: Mertil Melin

### Milostabschefer
- 1993–1995: Tomas Warming
- 1995–1996: Folke Rehnström
- 1996–1996: Lars G. Persson
- 1996–1998: Kjell Nilsson
- 1998–2000: Lars Frisk

## Namn, beteckning och förläggningsort
| Norra militärområdet    | 1993-07-01 | – | 2000-06-30 |
| Avvecklingsorganisation | 2000-07-01 | – | 2001-03-31 |

| Milo N | 1993-07-01 | – | 2000-06-30 |

| Bodens garnison (F) | 1993-07-01 | – | 2001-03-31 |